# 토피노강
토피노강(이탈리아어: Topino)은 이탈리아 중부, 움브리아주에 있는 강이다. 고대시대에는 티미아(Timia)라는 이름으로 알려졌으며 단테 알리기에리의 신곡의 천국에서 언급된다.
노체라움브라 지역에 있는 해발 649 m의 몬테 펜니노의 산비탈에서 발원한다. 토피노의 지류에는 메노트레강과 클리툰노강이 포함된다. 발토피나, 폴리뇨, 베바냐, 칸나라 그리고 베토나를 흘러, 티베르강으로 흐리기전에 키아시오강과 합류한다.